# Ґлувчин (Великопольське воєводство)
Ґлувчин (пол. Główczyn) — село в Польщі, у гміні Щитники Каліського повіту Великопольського воєводства.
Населення — 202 особи (2011).
У 1975-1998 роках село належало до Каліського воєводства.

## Демографія
Демографічна структура станом на 31 березня 2011 року:
|          | Загалом | Допрацездатний вік | Працездатний вік | Постпрацездатний вік |
| -------- | ------- | ------------------ | ---------------- | -------------------- |
| Чоловіки | 101     | 25                 | 67               | 9                    |
| Жінки    | 101     | 20                 | 51               | 30                   |
| Разом    | 202     | 45                 | 118              | 39                   |

## Відомі люди
- Марія Кошутська (1876—1939) — діячка польського робітничого, соціалістичного і комуністичного руху, ранній теоретик Комуністичної партії Польщі (КПП).